# مسجد و مدرسه ناصر قلاوون

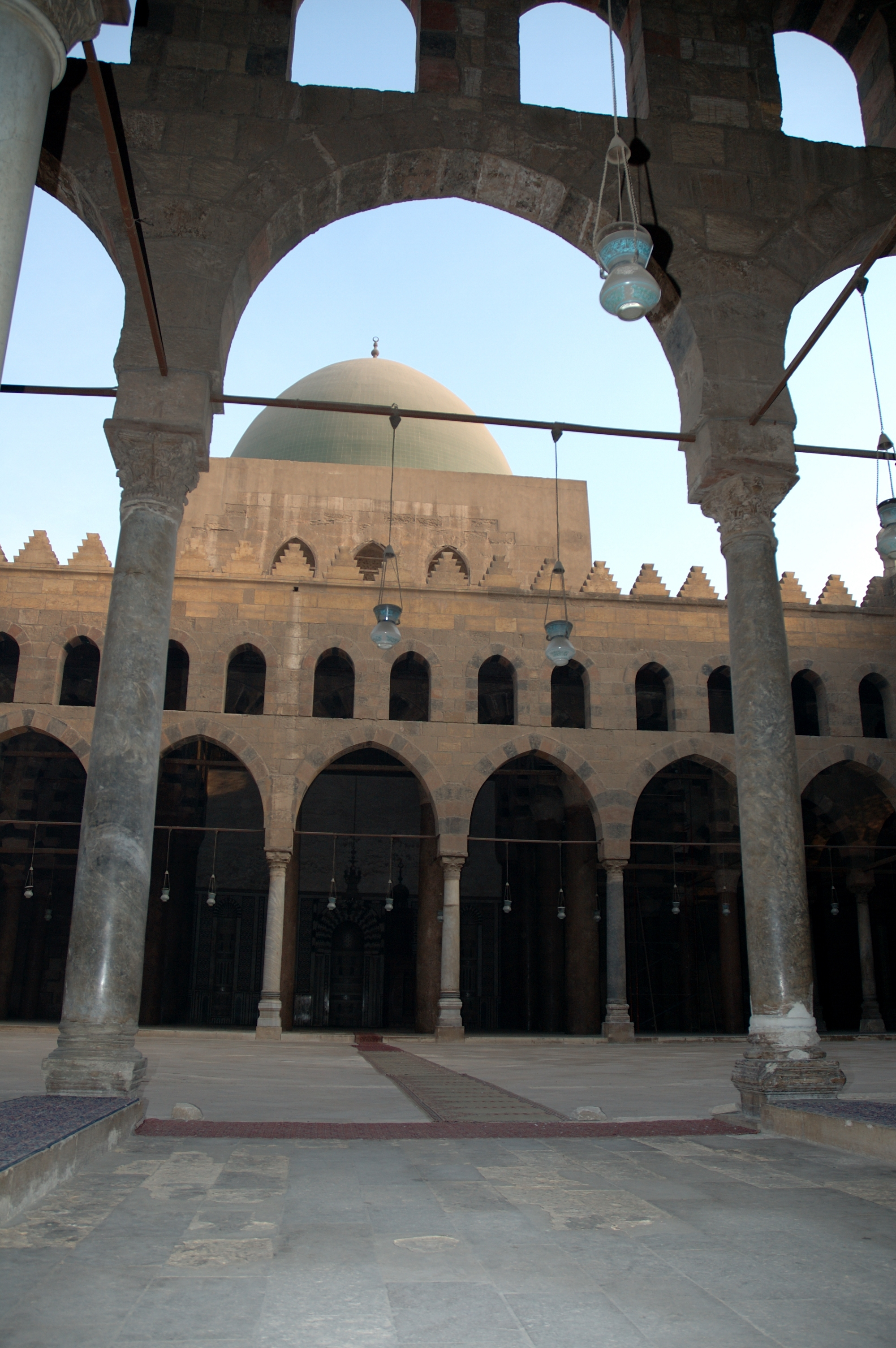
ورودی مسجد سلطان ناصر احمد در قاهره، مصر

مسجد ناصریه یا ناصر محمد بن قلاوون از مساجدی است که از آغاز قرن چهاردهم میلادی برابر با آغاز قرن هشتم هجری قمری، درقلعه صلاح‌الدین قاهره برجای مانده است. کار ساخت این مسجد در سال ۱۳۱۸ میلادی، به دستور کتبغا منصوری آغاز شد و در همان سال نمازهای جمعه در این مسجد برقرار گردید؛ اما پایان ساخت این مسجد در دوران ناصر محمد بن قلاوون بود. در این مسجد، مصالح مختلف ساختمانی در قرنیز پنجره‌ها، شکل درهم فرورفته ایجاد نموده است. دو گلدسته این مسجد، از سنگ مرمر ساخته شده است. این مسجد در سال ۱۳۳۵ میلادی، بازسازی شد و گسترش یافت؛ در قرن شانزدهم میلادی گنبد این مسجد فروریخت؛ گنبد کنونی تازه ساز است.